# Feuerlilie

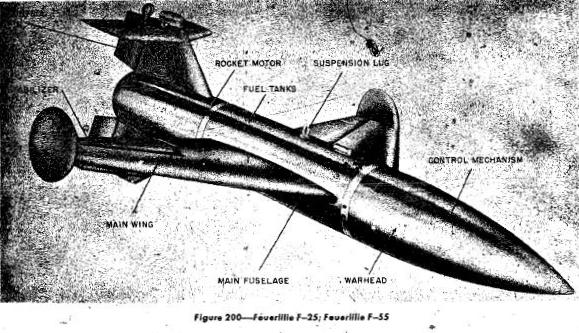
Tên lửa đất đối không feuerlilie của Đức quốc xã

Feuerlilie (tiếng Anh: fire lily) là tên mã của một loại tên lửa đất đối không của Đức quốc xã, được phát triển vào năm 1940 và nhưng lại bị xếp xó do các vấn đề về hệ thống điều khiển và do sự cạnh tranh từ các dự án khác. Feuerlilie được chế tạo và thử nghiệm tại Rheinmetall-Borsig với 2 phiên bản: F-25 có đường kính 25 cm và F-55 có đường kính 55 cm. Động cơ của tên lửa là loại động cơ phản lực rắn Rheinmetall 109-505/515.

## Thông số kỹ thuật
- Dài:

F-25: 1896 mm
F-55: 4800 mm
- Đường kính:

F-25 - 250 mm
F-55 - 550 mm
- Sải cánh

F-25: 15.000 mm
F-55: 4500 mm
- V-max:

F-25 - 840 km / h
F-55 - 1260 km / h
- Độ cao đạt được danh nghĩa:

F-25 – không rõ
F-55 – 10.000 m
- Trọng lượng:

F-25 – không rõ
F-55 - 600 kg với tải trọng là 100 kg